# Тофан Василь Васильович
Василь Васильович Тофан (нар. 13 лютого 1974, Снятин, Івано-Франківська область, УРСР) — український футболіст, півзахисник. Більшу частину кар'єри провів у «Буковині» (Чернівці), «Прикарпаття» (Івано-Франківськ) та харківському «Металісті».

## Життєпис
Спочатку грав у футбол у селі Прутівка (Снятинський район) Івано–Франківської області. Із четвертого класу розпочав займатися у снятинській ДЮСШ. У 1987 році перейшов у СДЮШОР «Прикарпаття» (Івано–Франківськ), розпочав навчання в івано-франківській школі–інтернаті. Після закінчення школи вступив у Тернопільський педагогічний інститут. У той час виступав за команду перехідної ліги України «Лисоня» (Бережани). Тоді у бережанській команді виступав Михайло Старостяк. Поєднувати виступи у колективі з Бережан та навчання не вдалося. Як наслідок, Василь залишив інститут і пішов до армії. Служив у піхоті в Бердичеві. Потім потрапив у спортроту, де під час змагання Збройних Сил України Тофана та ще декількох чоловік забрали у команду третьої української ліги ЦСК ЗСУ (Київ). У цей період за «армійців» виступало декілька гравців з західноукраїнського регіону, в тому числі й Ігор Клебан і Роман Максимюк.
У 1995 році перейшов до клубу «Покуття» (Коломия), який виступав в аматорському чемпіонаті України, звідки отримав запрошення від івано-франківського «Прикарпаття». Разом з командою виступав у Вищій лізі чемпіонату України, в якій дебютував 28 березня 1996 року. Партнерами Василя по команді в Іввано-Франківську були Сергій Турянський, Ярослав Ватаманюк, брати Юрченки. Для того, щоби мати більше ігрової практики, перейшов у колектив першої ліги «Кристал» (Чортків). У перерві між виступами в «Прикарпатті» та «Кристалі» зіграв 1 матч за фарм клуб івано-франківців, ФК «Хутровик» (Тисмениця). У кристалі відіграв півроку. Після цього отримав запрошення від львівських «Карпат», тернопільської «Ниви» та олександрійської «Поліграфтехніки». Проте в 1997 році прийняв пропозицію президента «Буковини» Василя Федорюка та перейшов до чернівецького клубу. Влітку 1998 року отримав запрошення від Михайла Фоменка перейти до харківського «Металіста». На той час у Харкові виступали Іван Гецко, Сергій Мізін, Олександр Паляниця та Сергій Єсін. Проте в харківській команді розпочалася зміна поколінь і Тофан спробував працевлаштуватися у російському клубі «Терек» (Грозний) та молдовському «Шерифі», але стати гравцем жодного з цих клубів футболісту не вдалося. На початку 2003 року отримав запрошення від Ігора Юрченка, який очолював івано–франківський «Спартак». Відгукнувшись на пропозицію Юрченка, став першим капітаном відродженого «Спартака». Проте івано-франківцям не вдалося зберегти прописку у першій лізі. А Тофан через травму не виступав декілька місяців. Оскільки «Спартак» понизився у класі, Ігоря Юрченка звільнили. На його місце прийшов Богдан Блавацький, який не бачив Василя в складі «Спартака».
У 2003 році виступав у чемпіонаті Івано-Франківської області за «Меркурій – ЧТЕІ» під керівництвом Михайла Лахнюка. Під час зимової перерви сезону 2003/04 року прийняв пропозицію Юрія Шелепницького повернутися до «Буковини». На початку 2006 року перейшов до новоствореного івано-франківського «Факела», який влітку 2007 року після вильоту з першої ліги та розформування «Спартака» змінив назву на «Прикарпаття».  В івано–франківській команді виступали досвідчені гравці Тарас Ковальчук, Олександр Микуляк, Володимир Салій. Проте в клубу розпочалися фінансові проблеми й під час зимової перерви сезону 2007/08 років Тофан перейшов у «Буковину». У 2008 році повернувся до «Прикарпаття», проте того ж року знову перейшов до Буковини, в футболці якої й завершив кар'єру професіонального футболіста.
Провів у чемпіонаті України 348 матчів і відзначився 33 голами, зокрема у вищій лізі — 77 матчів і 6 голів, у першій — 100 матчів і 13 голів, другій — 147 матчів і 14 голів та в третій лізі — 24 матчі. Також провів 19 поєдинків у кубку України, де двічі відзначився голом.
Кар'єру завершив в аматорських командах «Княгинин» (Підгайчики) та «Захід» (Снятин).

## Досягнення
- Друга ліга чемпіонату України
  -  Срібний призер (2): 2006, 2007